# محوطه کن دال
محوطه کون دول در شهرستان رضوانشهر، بخش پره سر، روستای ارده در استان گیلان واقع شده و این اثر در تاریخ ۲۷ بهمن ۱۳۸۲ با شمارهٔ ثبت ۱۰۹۵۸ به‌عنوان یکی از آثار ملی ایران به ثبت رسیده‌است.